# Читалиште јагодинско
Читалиште у Јагодини улази у ред најстаријих читалишта у Србији. Први податак о постојању Читалишта налазимо 1851. у Извештају Друштва српске словесности у коме се оно помиње као корисник Гласника Друштва. Имало је у свом развоју бурну историју, прекиде у раду, успоне и падове. 

## Историјат
О постојању и евентуалном раду Читалишта нема података све до 1857. када новине пишу да се одржавају балови у корист Читалишта, читалиште напредује пошто је те године и даље било корисник књига и  Гласника Друштва Српске словесности. 
Читалиште је и даље корисник Гласника Друштва српске словесности и у свом фонду има књиге и то: Гласник 1-8, Изводи за нову српску историју 1, Грађа за српску граматику 1, 2, Ксенофонтове знаменитости, М. Т. Цицерона Kњига о дужностима, Часови благовенија, Астрономија, Кратка историја Грка и Турака, Физика, Астрономија, Логика, Јестествено земљописаније, Разговори за образовање срца и душе и Забава за децу.  
Те године, тачније августа 1857. потпредседник Читалишта Коста Михаиловић захвалио се Друштву српске словесности за примљене књиге на дар „које ће у својој библиотеци хранити“. 
Међутим, годину дана касније, 1858. године, напредовање Читалишта је постепено слабило. Србске новине су донеле вест да ће Читалиште у Јагодини скоро пасти зато што чланови неће да плаћају чланарину, незадовољни су што претплата за новине није послата и што ретко одлазе у Читалиште. Заказана је скупштина, од које се много очекује, напомињући да читаоци желе да се Читалиште одржи али је питање да ли и трговци то желе. 
И поред свих настојања и покушаја да се на Скупштини реши питање опстанка Читалишта, оно се није одржало пошто се не налази у попису 1860. Поново у децембру 1868. године Општина је решила да се уведе Читаоница, „тога ради за ту цељ, је себи и стан набавила. Уз ову за нас драгоцену вест још неколико кратких саопштења: ради се на оснивању недељне школе, учитељски зборови већ постоје. Позоришна дружина такође, која има правила. Прву представу ће давати за Мали Божић. Код свију свесних грађана Дружина наводи одзива, па и код Општине”.  Потврђује се да је Читалиште обновљено, да су основане недељна школа и позоришна дружина. У извештају окружног начелника каже се да је „... одбор ове обштине Закљученије своје донео да се читалиште као обштинско Установи и по овом Закљученију Читалиште је овди већ отворено”.  Према томе Читалиште је обновљено пре 11. јануара када је датиран поменути извештај.  
Дружина јагодинске омладине је давала беседу са игранком 12. јануара у корист своје читаонице, била је добро посећена, а програм се допао публици. Стиче се утисак да је овог пута Читалиште добро напредовало што се потврђује после месец и по дана, 18. марта 1869. године када се пише између осталог: „Што се Читаонице тиче једва се једно утврди. Број чланова има преко 80, и то служи на част Јагодини.” 
У име Читаонице јагодинске обратио се 22. октобра 1870. секретару Српског ученог друштва Петар Којић, члан Читаонице, овом молбом: „Одбор Читаонице јагодинске закључио је на свом претпоследњем састанку да се умоли Учено друштво да Читаоници овд. пошаље сва своја досадашња издања џабе, а да јој и убудуће шаље дела која буду излазила. Ову одлуку реченог одбора је у име истога саопштавам вама овим путем као секретару Ученог друштва с молбом да исту представите Друштву на решење, а о резултату известите или мене или одбор Читаонице наше“.
Ђура Јакшић, познати песник и сликар, живи и ради у Јагодини у току 1870-71. године. Он у то време пише политичке сатире и приповетке, због којих долази у сукоб са властима. У исто време је Читалиште јагодинско већином гласова својих чланова избацило из свог фонда омрзнути лист Ружа. Иза ове акције, уредник Руже сматра се да је стајао Ђура Јакшић који је био активан члан Читалишта. 
Општина је помагала Читалишту само бесплатним просторијама, све остале издатке Читалиште је покривало чланаринама, приходима од беседа и балова и добровољним прилозима. 
Последњи пут се помиње у извештају из 1875. године, када помоћник окружног начелника пише да је Читалиште престално да ради у јануару 1874. године. Начелник је потврдио да се читалиште угасило и да не ради од јануара 1874. године. У допису се такође наговештава могућност поновног отварања Читалишта, али не постоје подаци да је то и учињено. 
Данас је то Народна библиотека „Радислав Никчевић“ Јагодина.

## Активности Читалишта
У прво време, одржавали су се балови, који су организовани у корист Читалишта. Читалиште је представљало саставни део Гласника Друштва српске словесности. У свом кљижевном опусу садржало је велики број књига. Године 1868. отвара се Читаоница као и недељна школа. Истовремено, одржавају се учитељски зборови, као и представе Позоришне дружине. Јавна беседа са игранком, коју је извела Дружина јагодинске омладине одржана је у Читалишту.

## Књиге
- Гласник I – VIII,
- Изводи за нову српску историју 1,
- Грађа за српску граматику I, II,
- Ксенофонтове знаменитости,
- М. Т. Цицерона Kњига о дужностима,
- Часови благовенија,
- Астрономија,
- Кратка историја Грка и Турака,
- Физика,
- Астрономија,
- Логика,
- Јестествено земљописаније,
- Разговори за образовање срца и душе и
- Забаве за децу.

## Периодика
У 1874. години стизали су следећи наслови периодике:
- Будућност
- Врзино коло
- Застава
- Јавност
- Тежак
- Учитељ
- Школа